# OU-636

## Descripción de la Infraestructura
La OU-636 es una carretera convencional, sin arcén, perteneciente a la Red Complementaria de Carreteras de la Junta de Galicia. Une las localidades de Puebla de Trives y Freixido de Abaixo.
Es una carretera con un trazado muy sinuoso, siguiendo el antiguo camino romano XVIII del itinerario de Antonino, la Via Nova (Bracara Augusta-Asturica Augusta). Su velocidad de recorrido recomendada es de 40 km/h.
Es una carretera desde la cual podemos observar grandes paisajes como los Codos de Laroco y el intrincado valle del Bibey con su falla homónima y la formación geológica del ollo de sapo.
La salida del término municipal de Puebla de Trives se realiza a través del Puente Bibey, uno de los pocos puentes romanos abiertos a la circulación en España. 
Es un puente de arco de tres luces, realizado con sillares, en el 71 d. C., en la época del emperador hispalense Trajano.
Es la única vía de comunicación de la comarca de Tierra de Trives con el principal núcleo administrativo, El Barco de Valdeorras y con el resto de España.
Hasta 1987 discurría la N-120 (Logroño-Vigo) por dicho intrincado trazado.
Las esperanzas de la comarca de Tierra de Trives están puestas en la construcción de la autovía del Acceso Centro a Galicia, la A-76; pues evitaría su construcción por esta zona el tener que circular por tan deficitaria infraestructura como es la OU-636.
A lo largo de dicha infraestructura podemos ver métodos de protección a la circulación ya no vistos en otras carreteras de tal categoría en España como pretiles compuestos por sillares unidos por mortero. Muchos muros de contención y obras de fábrica de la carretera están hechos con sillares, desde la década de 1870 (cuando se construyó la carretera de Primer Orden Ponferrada-Orense), y existen numerosos pasos estrechos en unas curvas con radios muy pequeños y no ajustados a estándares de construcción actual de carreteras.

## Recorrido
| Localidad          | Enlaces/salidas                                                                     | Carretera que enlaza   |
| ------------------ | ----------------------------------------------------------------------------------- | ---------------------- |
| Pobra de Trives    | Pobra de Trives                                                                     | OU-536 OU-0702 OU-0703 |
|                    | Sobrado de Trives / Manzaneda                                                       | OU-0701                |
|                    | Manzaneda / Castiñeiro de Pombariño / estación de montaña / Central de Puente Bibei |                        |
|                    |                                                                                     |                        |
| Larouco            | Larouco                                                                             |                        |
| Larouco            | Seadur / Enciñeiras                                                                 |                        |
| Larouco            | / Portela                                                                           |                        |
| Larouco            | Ayuntamiento-Casa do Concello / / Seadur                                            |                        |
| Freixido de Arriba | Freixido de Arriba                                                                  |                        |
| Freixido de Arriba | OU-533 Viana do Bolo / A Gudiña / As Ermidas / Salto de prada / A Veiga             | OU-637 OU-533          |
| Freixido de Abaixo | Freixido de Abaixo                                                                  |                        |
|                    | OU-533 A Rua / Viana do Bolo / A Gudiña                                             | OU-533                 |

## Proyectos de Mejora
En 130 años de vía abierta a la circulación sólo se ha procedido en la década de 1960 a eliminar unas curvas en la bajada desde Puebla de Trives hasta la depresión del Bibey, a la estabilización de taludes y a una ligera variación de la traza en los bancales del Bibey a causa de desprendimientos en los antiquísimos muros de sillares; y al ensanchamiento de la carretera para permitir la doble ciruclación instantánea (salvo en los pasos de faldas de montaña y en el Puente Bibey).
Desde que la carretera depende de la Junta de Galicia sólo se ha procedido en una ocasión a su asfaltado integral desde Laroco hasta Puebla de Trives y desde Laroco a Freixido. En 2006 fue aplicada una nueva capa de rodadura formada por lechada bituminosa (slurry) en sus primeros 5 km.
La señalización vertical es la mínima necesaria, careciendo de señalización kilométrica de lugares en la mayoría de su trazado.
La Consejería de Política Territorial elaboró un proyecto de acondicionamiento geométrico en planta y en alzado de la carretera en la década de 1980; pero nunca ha sido llevado a cabo (arguyendo escasa IMD en dicha carretera).
Las esperanzas trivesas están puestas en que el Ministerio de Fomento construya la A-76 por dicha zona; haciendo innecesaria la OU-636 para comunicarse con el valle del Sil y la meseta castellana.

## Actualidad
El Ministerio de Fomento ya ha anunciado que la autovía A-76 no discurriría por el entorno de Puebla de Trives. Es por ello que la Consejería de Política Territorial de la Junta de Galicia anunció la construcción de un enlace entre la carretera OU-536 (Orense - Puebla de Trives) y la carretera N-120 (Logroño - Vigo) en el entorno del enclave de Montefurado (Lugo). Este anuncio apareció publicado en el DOG en abril del año 2008, unos meses antes de que saliese publicado el Estudio Informativo de la A-76, por parte de la Demarcación de Carreteras del Estado en Galicia.
Actualmente, debido a desprendimientos puntuales y al deslizamiento de taludes en numerosos puntos de la traza, se está procediento a una actuación geotécnica con objeto de poder contener los mismos, mediante el sencillo sistema de malla anclada de triple torsión.